# Stazione di Romano
La stazione di Romano è una stazione ferroviaria della linea Milano-Venezia a servizio del centro abitato di Romano di Lombardia.

## Storia
La stazione fu aperta al servizio pubblico il 5 marzo 1878, al tronco della ferrovia Milano-Venezia che collegava direttamente Treviglio a Rovato.

## Strutture e impianti
È presente un fabbricato viaggiatori e uno scalo merci. Quest'ultimo risulta dismesso ed era formato da un magazzino merci con annesso piano caricatore.
Il piazzale binari è composto dai due binari di corsa della Milano-Venezia, da un terzo per le precedenze e da un quarto binario di scalo. Nei pressi del magazzino merci è presente un altro binario di scalo, un tempo a servizio del magazzino.

## Movimento
L'impianto è telecomandato dal posto centrale di Milano Greco Pirelli ed è servito da treni regionali di Trenord nell'ambito del contratto di servizio stipulato con la Regione Lombardia. Sono presenti due livelli di servizio: i treni regionali della relazione Milano Greco Pirelli-Brescia e i RegioExpress Milano Centrale-Verona Porta Nuova.

## Interscambi
Fra il 1888 e il 1931 nei pressi dell'impianto era presente una stazione tranviaria della linea Bergamo-Soncino.
Nel piazzale antistante fermano gli autobus della linea extraurbana R Bergamo-Romano-Soncino.